# Counter-Strike: Global Offensive
Counter-Strike: Global Offensive (förkortat CS:GO) är ett förstapersonsskjutspel utvecklat av Valve Corporation och Hidden Path Entertainment, och utgivet av Valve 2012. Spelet är det fjärde i Counter-Strikeserien och Valve tillkännagav spelets existens i ett pressmeddelande den 12 augusti 2011. Counter-Strike: Global Offensive släpptes för Microsoft Windows, Mac OS, Playstation 3 och Xbox 360 den 21 augusti 2012. Linuxversionen släpptes den 23 september 2014.
Spelet har kvar sitt typiska innehåll, såsom nya versioner av klassiska kartor samt helt nya kartor, spelfigurer och spellägen. Spelet har också åtta nya vapen och återkommande vapen med ändrade egenskaper. Antalet officiella spellägen är fler än i tidigare spel, exempelvis har "Kapprustning" och "Demolering" lagts till, men man har även behållit och vidareutvecklat de traditionella bomb- och gisslanscenarierna.
Global Offensive fick positiva recensioner från kritiker vid utgivningen, där de berömde dess spelupplägg och överensstämmelse med originalet. Dock kritiserades det för att ha kända skillnader mellan konsol- och PC-versionerna. Sedan utgivningen har det uppskattningsvis haft 11 miljoner spelare per månad och har en aktiv tävlingscen med många turneringar. I december 2018 blev spelet gratis att spela (free-to-play) där intäkter istället kommer från mikrotransaktioner.
Den 27 september 2023 släpptes Counter-Strike 2 som både är en uppgradering, uppföljare och ersättare till Global Offensive. Counter-Strike 2 använder den nya spelmotorn Source 2. Officiell matchmaking för Global Offensive stängdes ner den dagen, dock kunde spelare fortfarande ansluta sig till gemenskapsservrar. En äldre version av Global Offensive släpptes senare för äldre enheter och plattformar som inte kunde köra Counter-Strike 2, men fortfarande utan matchmaking som är inaktiverad. Global Offensive är tills vidare spelbart på Xbox 360.

## Spelupplägg
Likt de föregående spelen i Counter-Strikeserien är Global Offensive ett målbaserat förstapersonsskjutspel i flerspelarläge. Spelaren väljer ett lag, antingen Terrorister eller Antiterrorister, där varje lag har ett mål som ska fullgöras och samtidigt försöka eliminera motståndslaget. Målet kan vara att plantera eller desarmera en bomb samt rädda eller vakta gisslan.
Spelaren köper vapen och utrustning i början av varje runda med pengar som har intjänats tidigare. Fullbordade uppgifter som exempelvis bombplantering eller att döda en fiende ger spelaren pengar, medan negativa handlingar som exempelvis skada mot lagkamrater eller gisslan resulterar i kontantavdrag. Dessutom tilldelas pengar till alla när en runda är slut, men det vinnande laget får en betydlig större summa.
Det finns sex kategorier av köpbara föremål, varav fem är vapen och en är utrustning. De fem vapenkategorierna är, kallade i spelet, pistoler, tungt (hagelgevär och lätta kulsprutor), kpistar, gevär och granater.
Counter-Strike: Global Offensive innehåller nya vapen och utrustningar som inte har funnits i de tidigare spelen. Den mest noterbara är brandbomben (kallas Molotov hos terroristerna och Incendiary Grenade hos antiterroristerna). Dessa omfattar ett tillfälligt litet brandområde som ger skada på spelare inom dess område. Utöver alla vapenkategorier finns elpistol att köpa i utrustningskategorin. Kosmetiska objekt som exempelvis dekorativa vapen blev tillgängliga efter spelets utgivning.
Två nya spellägen, Kapprustning och Demolering, båda baserade på modifikation från tidigare spel i serien, blev tillagda tillsammans med åtta nya kartor för dessa spellägen. Global Offensive har också tagit bort vissa funktioner som fanns med i de tidigare spelen. Möjligheten att fritt utforska kartan när spelaren har dött togs bort för flera spellägen, men servervärdarna kan ändra denna inställning. Vid spelets utgivning ersattes USP och MP5 av andra vapen. Men vid en senare uppdatering har dessa vapen (i ljuddämpad version) kommit tillbaka. De taktiska sköldarna är också borttagna. Sprej fanns inte med från början men har lagts till senare som förbrukningsartiklar och kallas graffiti i spelet.

### Spellägen
Global Offensive har nio officiella spellägen:
- Fritid och Tävlingsinriktat: är de mest populära spellägena som innehåller bombscenario och gisslanscenario. I början av varje runda får spelaren möjlighet att köpa vapen och utrustning med pengar som har tjänats in från tidigare åtgärder, exempelvis assist-dödat en fiende eller fullbordat ett mål. Oavsett uppdragstyp avslutas en runda när ett lag har uppnått sitt mål, eliminerat motståndarlaget, eller låtit timern ta slut. Om timern tar slut innan målet är avslutat, vinner laget som inte behövde utföra målet. Inom spelsättet tävlingsinriktat finns det flera så kallade ranker där den högsta är "The Global Elite" medan den lägsta är "Silver 1".
  - Bombscenario: Terroristerna måste plantera sprängämnet C-4 på en av två utsedda platser (i spelet utmärkta som A och B). Efter det måste terroristerna skydda platsen tills nedräkningen är färdig vilket detonerar bomben. Antiterroristerna måste förhindra att bomben exploderar, genom att antingen förhindra planteringen eller att desarmera bomben om den redan är planterad. Om antiterroristerna lyckas desarmera den vinner de oavsett hur många terrorister som fortfarande är vid liv.[29]
  - Gisslanscenario: Antiterroristerna måste rädda gisslan från terroristerna genom att föra gisslan till någon av de aviserade platserna. Terroristerna måste förhindra gisslanfritagningen. Om någon spelare från antiterroristerna eller terroristerna skadar någon gisslan straffas denne med kontantavdrag. En senare uppdatering har ändrat hur antiterroristerna räddar gisslan: istället för att leda dem[30] så måste en antiterroristspelare bära en gisslan i taget till någon av de aviserade platserna.[31][32]

- Kapprustning: är ett dödsmatch-baserat läge där varje spelare belönas med ett nytt vapen för varannan fiende som dödas. Om spelaren dödar fiendeledaren får denne direkt ett nytt vapen utan att behöva döda ytterligare en fiende. Den första spelare som dödar en fiende med det sista vapnet (en gyllene kniv) vinner spelet.[33][34]

- Demolering: är ett omgångsbaserat läge där köp av vapen och utrustning inte finns tillgänglig. Istället belönas varje spelare med ett nytt vapen om denne åtminstone lyckas döda en fiende. Vapnen ges i en förutbestämd ordning. Efter att ha dödat två fiender får spelaren utöver det nya vapnet även en handgranat inför nästa omgång. Detta läge liknar bombscenario, vilket kräver att en i laget måste plantera eller desarmera en bomb. Men här finns bara en plats att plantera bomben.[35][36]

- Dödsmatch: är ett läge bestående av 10-minutersmatcher.[37] Spelaren måste få så höga poäng som möjligt genom att döda fiender med olika eller önskade vapen. Spelaren kan också dra nytta av en bonustimer för olika vapen eller att använda kniven som ger extra poäng. Liksom i kapprustning återupplivas spelaren direkt efter att denne har dött. Vid återupplivningen kan spelaren också välja att börja med ett bonusvapen.[37][38]

- Wingman: är ett läge som kom ut via ett evenemang och som blev ett permanent officiellt spelläge den 13 november 2017.[39] I detta läge spelar två spelare mot två spelare i ett bombscenariouppdrag på halva kartor. Spelläget liknar tävlingsinriktat då spelare paras ihop baserat på deras färdighetsnivåer.[28]

- Flygande Scoutsman: introducerades under samma evenemang som Wingman och har varit sen den 13 november 2017 ett permanent officiellt spelläge.[28][39] I spelläget är spelare utrustade med endast SSG 08 (ett prickskyttegevär) och en kniv. Spelläget har också låg gravitation på kartorna, vilket medför att spelare kan hoppa högt och långsamt. Huvudmålet är att ett lag ska eliminera det andra laget. Vissa kartor med detta läge kan också ha ett bombscenariouppdrag.

- Danger Zone: är ett battle royale-läge som kom ut den 6 december 2018. Spelläget kan innefatta upp till 16 eller 18 spelare. Alla spelare börjar med endast sina knytnävar och en datorplatta. Spelarna behöver leta efter vapen, ammunition, utrustning och pengar som ligger utspridda på kartan, både utomhus och inomhus i byggnader. Med hjälp av pengar kan spelaren även köpa vapen, ammunition och utrustning i sin datorplatta. De köpta föremålen levereras då med en drönare. Datorplattan kan även visa spelarens aktuella position på kartan samt till viss del visa spår på var fiender befinner sig. Den sista överlevande spelare, eller om man är i en grupp på två spelare, vinner spelet. Utöver att överleva finns små sidouppdrag, till exempel att hitta och föra gisslan till en räddningszon, vilket ger pengar.[40][41]

Kapprustning, Demolering och Flygande Scoutsman blev senare placerade under en War Games-kategori. Det går också att spela utan internetuppkoppling i Global Offensive med bottar för de flesta spellägena. Sedan finns det också ett litet träningsläge som kallas Skjutbana, vilket är till för nybörjare att lära sig använda vapen och granater samt att plantera och desarmera en bomb.

### Internetuppkopplat spel
Global Offensive stödjer matchmaking (en process där användare sammansluts för att spela) och uppvisning av topplistor för de olika spellägena, vilket tillhandahålls av Steam. Den medföljande tjänsten erbjuder möjligheten att filtrera efter spellägen och kartor, samt har ett inbyggt Steam-vän-system. Matcher från denna tjänst använder Valve Anti-Cheat vilket automatiskt kastar ut och stänger av en spelare som fuskar på deras nätverk. Tävlingsinriktade matcher använder en modifierad version av Elo-rating, där varje spelare har en specifik rangnivå baserad på deras skicklighet och som sammansluts med andra spelare av ungefärliga rangnivå. Ett annat sätt att förhindra fusk är Prime Matchmaking, där endast spelare med Prime-funktionen kan spela med varandra. Den här funktionen resulterar också ett rättvisare spel då det är färre "smurfar" i dessa matcher. PC-versionen stödjer också privata gemenskapsservrar som spelaren kan ansluta sig till på menyn i spelet. Dessa servrar kan vara väldigt modifierade och vara helt annorlunda från de officiella spellägena. Det har funnits en del populära gemenskapsservrar, där exempelvis spelaren ska ta sig igenom olika hinderbanor vilket kräver en avancerad sidleds- och hoppteknik.

### Strategi
Med tiden har olika strategier utvecklats. När en eller flera spelare försöker fånga ett område finns det en vanlig strategi som kallas "rusning". Rusning är när spelare springer så snabbt som möjligt till ett specifikt område på kartan. Denna strategi används vanligt när ett av lagen gör en "eko" (förkortning för ekonomi). Eko används ofta när ett lag har brist på pengar för att köpa vapen eller utrustning, vilket tvingar laget att fortsätta använda de befintliga och mindre effektiva vapnen och utrustningarna. "Ekorundor" är rundor där ett lag köper färre eller inga vapen för att spara pengar till framtida rundor. Ibland när det är känt att ett lag har lite pengar kan motståndarlaget utföra en "antieko" som innebär att motståndarlaget köper vapen som fungerar bra på nära håll. Detta för att förhindra förluster och ekonomiska bonusar för ena laget. Rusning kan också användas när det är lite tid kvar på klockan för att plantera eller desarmera bomben. En annan vanlig strategi för att ta över ett område är att använda förutbestämda rök- och distraktionsgranater som försämrar fiendernas syn.

## Utveckling och utgivning
Counter-Strike: Global Offensive började som en portering av Counter-Strike: Source till spelkonsol av Hidden Path Entertainment. Under utvecklingen såg Valve möjligheten att vända porteringen till ett fullt spel och expandera Counter-Strike: Sources spelupplägg. Global Offensive började sin utveckling under mars 2010 och avslöjades till allmänheten den 12 augusti 2011. Betaversionen som startades den 30 november 2011 var till en början begränsad till cirka 10 000 människor som fick en nyckelkod vid ett evenemang som Valve hade. Efter att frågor rörande klient- och serverstabilitet hade behandlats, öppnades betaversionen successivt upp för allt fler människor. På Electronic Entertainment Expo 2012 meddelade Valve att Global Offensive skulle släppas den 21 augusti 2012, detta efter att betan hade varit öppen för alla i ungefär en månad. Innan betan blev tillgänglig för allmänheten, hade Valve bjudit in professionella spelare av Counter-Strike för att testa och ge omdömen till spelet.
Det fanns planer för multiplattform, så att Windows-, Mac-, Linux- och Playstation 3-spelare kunde spela samtidigt på samma servrar. Men till slut begränsades det till att endast inkludera Windows, Mac och Linux då Valve ville kunna uppdatera PC-versionerna oftare. Den 21 augusti 2012 släpptes det färdiga Counter-Strike: Global Offensive på alla plattformar utom Linux. Linuxversionen släpptes istället den 23 september 2014.
Global Offensive har efter utgivningen haft ständiga uppdateringar, som exempelvis nya spellägen, kartor och vapen, men även andra utjämnande justeringar. Kosmetisk virtuella objekt som exempelvis dekorerade eller ytbehandlade vapen blev tillgängliga den 13 augusti 2013 under den stora uppdateringen "Arms Deal". Dessa objekt kan fås genom att öppna lådor med hjälp av nycklar som kostar pengar (mikrotransaktion). Flera virtuella objekt ges gratis till spelaren i slutet av en spelmatch. Detta system liknar mycket det som används i Team Fortress 2 och Dota 2. Objekten kan bytas mellan olika spelare via Steams handelsbytesystem eller gemenskapsmarknaden. Under turneringar finns det även en chans för åskådare att få en låda, som i sin tur innehåller ett visst kosmetiskt vapen. Valve har gjort Steam Workshop tillgänglig för Global Offensive, vilket tillåter användare att ladda upp egenskapade innehåll, till exempel kartor, dekorerade vapen och ändrade spellägen. I de tidigare spelen av Counter-Strikeserien fick spelarna ladda ner egenskapade kartor från en tredje parts webbplats eller ladda ner dem direkt vid anslutning till en server. Vissa populära egendekorerade vapen har möjlighet att tillsättas i spelet som officiella objekt via uppdateringar, och ligger då i en låda. Skaparna av dessa egendekorerade vapen får betalning när deras föremål läggs i en låda.
Under vissa perioder sker det evenemang som kallas "Operations", och detta liknar ett nedladdningsbart innehåll som kan fås om man köper en "operation pass". Operations ger spelaren åtkomst till olika objekt och uppdrag som är spridda över olika kartor och spellägen, såsom Kapprustning och Dödsmatch, men även specifika spellägen och kartor förekommer. Från början var de specifika operation-kartorna begränsade till dem som hade köpt en operation pass, men under senare tid har alla spelare fått tillträde till de aktuella kartorna. Varje operations brukar pågå mellan 2 och 3 månader. För att kunna delta i en ny frigörande operations krävs en ny operation pass. Genom att klara operation-uppdragen får spelaren erfarenhetspoäng samt uppgraderar ett mynt som används som ett visningsobjekt för andra spelare. En del av intäkterna från operation passes går till skaparna av de specifika kartorna.
En uppdatering från oktober 2014 lade till innehållet "Musikpaket" som ersätter standardmusiken i spelet med soundtrack från artister bemyndigad av Valve. I slutet av en runda kommer den mest värdefulla spelaren att spela upp sin musik (om denne har musikpaketet på sig) inför alla de andra spelarna. Det finns en funktion som gör det möjligt att låna musikpaket, och även sälja eller byta det genom gemenskapsmarknaden.
2016 fick spelet två nyversioner av originella Counter-Strike-kartor samt införandet av Prime matchmaking och en del andra objekt. Som en del av ett operation-evenemang fick kartan Nuke en omarbetning och återsläpptes i februari, där det hade till största del balanserat upp kartan och gjort den mer estetiskt tilltalande. I april infördes Prime matchmaking till spelet. För att kunna delta i det måste spelaren ha ett verifierat telefonnummer anslutet till sitt konto. Det infördes som ett försök att förhindra legitima spelare från att spela med fuskare eller högt erfarna spelare som använder ett lägre rangordnat konto (något som kallas "smurfing"). En annan originell karta, kallad Inferno, släpptes på nytt i oktober. Valve sa att de hade tre skäl bakom den omarbetade kartan: "att förbättra synligheten, att göra det lättare att röra sig i grupper och att anpassa den efter spelares omdömen". Under oktober släpptes även förbrukningsartiklar som kallas graffiti till spelet. Dessa artiklar ersätter en funktion som finns i de tidigare spelen av serien och som då kallas sprej. Spelaren kunde då, i de tidigare spelen, fritt anpassa sin sprej med valfri bild. Graffiti i Global Offensive fungerar däremot sådant att den kan laddas upp på Steam Workshop, samma sätt som dekorerade vapen, och kan där köpas och bytas med existerande graffiti. En månad senare tillkom handskar som kosmetiska objekt till spelet.
I september 2017 började Valve Company att samarbeta med datorspelsutgivaren Perfect World Games för att släppa Global Offensive i Fastlandskina, vilket så skedde. Kinesiska medborgare, med deras identitetsverifiering, kan få spelet gratis och Prime matchmaking-status omedelbart. Spelet spelas genom Perfect World, och inte Steam. Spelet innehåller också många exklusiva förändringar, inklusive censur av dödskallar och andra symboler. Till exempel togs hammaren och skäran bort från kartorna Cache och Train. Som förberedelse inför utgivningen fick spelet ett starkt firande och annonsering i flera kinesiska städer. Spelare som hade spelat spelet under dess första utgivningsmånad fick gratis kosmetiska marknadsföringsobjekt. I enlighet med kinesisk lag var Valve också tvungna att avslöja oddsen för de virtuella lådorna.
I november 2017 tillkännagavs en uppdatering för tävlingsinriktad matchmaking, och som kallas "Trust Factor". En spelares "Trust Factor" beräknas genom spelarens handlingar, både i ett spel och i Steam. Faktorer som speltid på Global Offensive, gånger som spelaren har rapporterats för fusk, speltid på andra Steam-spel och andra beteenden dolda av Valve beaktas när spelarens "Trust Factor" formas. Detta gjordes i försök att få spelare till matchmaking, eftersom Prime matchmaking skilde spelare som hade Prime-funktionen och spelare som inte hade. Valve kommer inte att låta någon användare eller spelare att få se sin "Trust Factor" samt inte avslöja alla de faktorer som avgör någons "Trust" ("Förtroende").
I augusti 2018 släpptes en begränsad gratisutgåva av Global Offensive, där spelare endast kan spela mot bottar och inte på någon internetuppkopplad server. Gratisutgåvan ger också möjlighet att kunna åskåda på andra spelares matcher.
Den 6 december 2018 släpptes en uppdatering som gjorde spelet helt gratis att spela från och med det datumet. Spelare som har köpt spelet före det datumet fick en speciell "Prime"-status, vilken ger dem tillgång till förbättrad matchmaking och möjlighet att få kosmetiska föremål. Nya spelare har möjlighet att köpa denna status. I samband med denna uppdatering introducerades även ett nytt battle royale-spelläge, kallat Danger Zone.
I november 2019 kom den nionde operations ut. Den fungerar på samma sätt som tidigare operations, men har introducerat nya spelfigursmodeller och ett battle pass-system (ett system som belönar spelaren med ytterligare föremål efter att ha klarat vissa utmaningar eller uppdrag).

### Marknadsföring

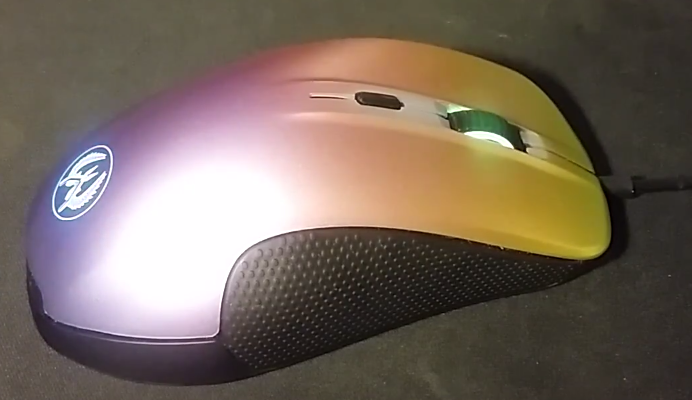
En datormus av märket Steelseries, och som har ett Global Offensive-märke på sig.

Sedan spelet släpptes har Global Offensive påverkat flera tillbehör som har givits ut. En officiell butik finns tillgänglig som säljer samlarprodukter, till exempel kan vissa mynt (liknar fiktiva medaljer i spelet) köpas som verkliga mynt eller märkesnålar. Företag som Steelseries har samarbetat med Valve för att marknadsföra kringutrustning till spelet, såsom mikrofonlurar, datormöss och musmattor.

## Professionell tävling

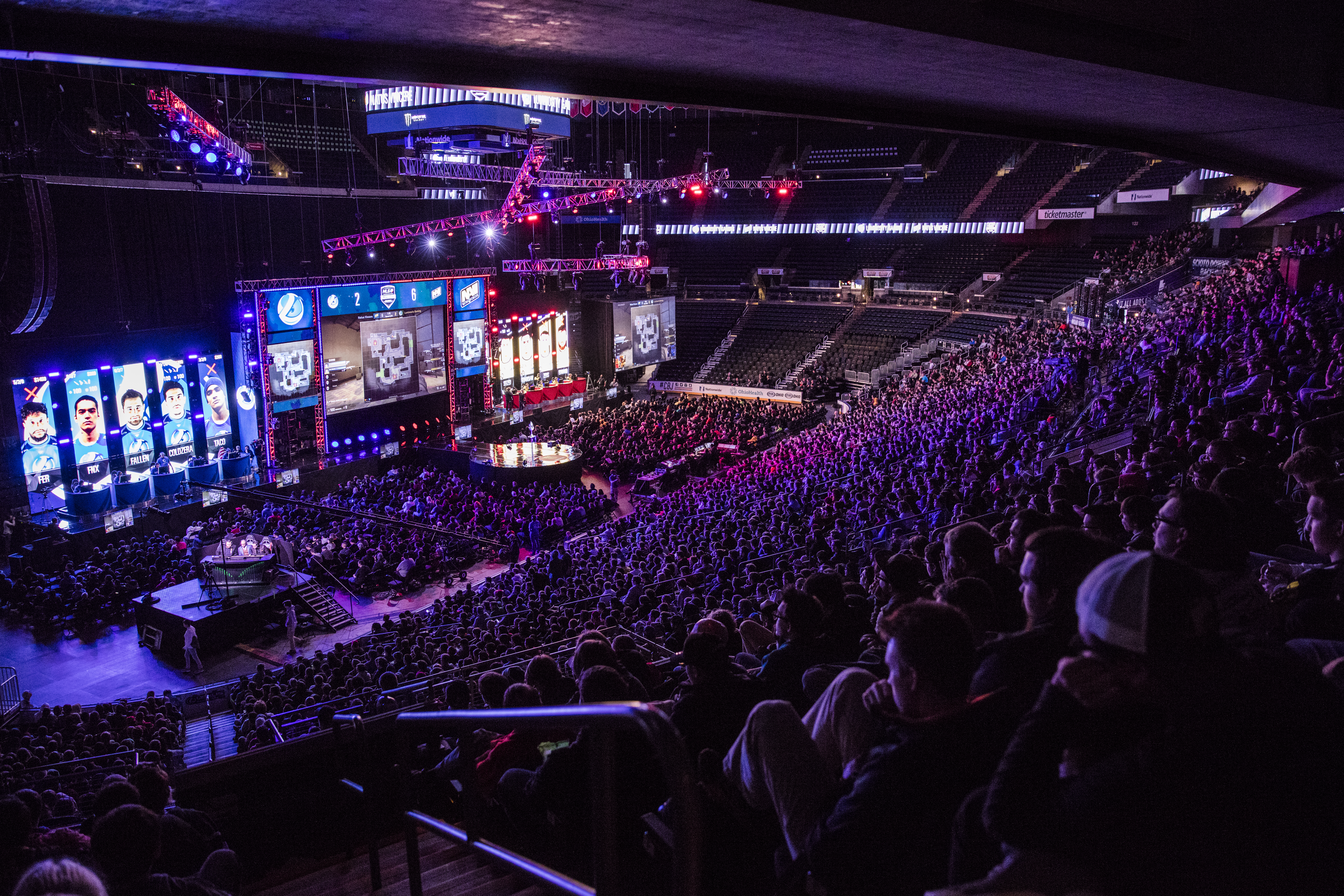
Luminosity Gaming tävlar mot Natus Vincere under MLG Columbus 2016.

Utöver många normala turneringskretsar som arrangeras av tredjepartsorganisationer, har Valve också organiserade eller sponsrade evenemang som de kallar "Majors". Dessa evenemang är speciella då de har stora prispotter, där det från början var på 250 000 dollar, och hamnade på 1 000 000 dollar under MLG Columbus 2016. Prispotterna har delvis finansierats av spelare som har köpt virtuella objekt. Det har även förekommit virtuella objekt i form av klistermärken som bär en logotyp från ett tävlande lag eller signaturer från tävlande spelare. Klistermärkena kan sedan fästas på vapen i spelet, och fungerar också som att visa stöd för något lag.
Under 2014 skedde den första stora matchfixningen där laget iBuyPower medvetet förlorade en match mot NetCodeGuides.com. Laget blev senare förbjudet av Valve, men ESL (en e-sportorganisation) upphävde förbudet i sina turneringar 2017. Dock kan laget fortfarande inte delta i Majors.
Den 2 oktober 2015 gick ett antal professionella e-sportorganisationer med flera lag från Counter-Strike ut med att de hade bildat en fackförening. Detta för att ställa krav på framtida turneringar. Tillkännagivandet var ett e-brev skrivet av Alexander Kochanvskij (VD för Natus Vincere) och hade skickats till många stora organisationer som arrangerar e-sportevenemang. Ett av dessa krav var att ingen från deras förening skulle delta i en turnering med en prispott på mindre än 75 000 dollar för Counter-Strike: Global Offensive och 100 000 dollar för Dota 2. Bland dessa lag och grupper som hade skrivit under brevet var Natus Vincere, Team Liquid, Counter Logic Gaming, Cloud9, Virtus.pro, Team SoloMid, Fnatic, Ninjas in Pyjamas, Titan och Team EnVyUs. 2016 grundades World Esports Association (WESA) av ESL och flera e-sportlag, vilka var Fnatic, Natus Vincere, Team EnVyUs och Faze clan. Dock lämnade det sistnämnda laget strax efter WESA:s bildande. I ett tillkännagivande uttalade WESA att de skulle "ytterligare professionalisera e-sport genom att införa delar av spelarrepresentation, standardiserade regler och inkomstdelning för lag". Utöver detta planerar de också att hjälpa fansen och arrangörerna genom att "försöka skapa förutsägbara scheman".

### Mediebevakning
Sedan 2010 har Sveriges Television sänt från Dreamhack under finalmatcherna av Starcraft II, och därmed blev Sverige det andra landet i världen (efter Sydkorea) att sända e-sport på tv. Sedan dess har både Sveriges Television, TV4-gruppen och TV6 sänt e-sport med bland annat CS:GO-matcher.

## Hasardspel och tredjepartsvadslagning
Vid uppdateringen av "Arms Deal" under augusti 2013 tillsattes kosmetiska objekt med benämningen skins (svenska: skinn). Skinn är den kosmetisk dekorerade ytbehandlingen på ett vapen och har ingen verksam funktion. Skinn har format en särskild raritet, vilken påverkar objektets önskvärde. Dessa börjades snabbt att användas som en virtuell valuta och många skinnhandelssajter möjliggjordes via Steamworks API. Vissa av dessa sajter erbjöd vadslagning där användaren satsade sitt ytbehandlade vapen (skinn) på något resultat av de professionella matcherna. Under juni och juli 2016 har två formella stämningar lämnats in mot dessa sajter och Valve. Anledningen är att de uppmuntrar minderåriga till vadslagning om värdesaker och att hemligt främjande har skett av vissa som strömmar sina matcher. Valve började i sin tur att vidta åtgärder för att förhindra dessa sajter från att användas via Steamworks. Resultatet blev att flera av dessa sajter upphördes.
I juli 2018 inaktiverade Valve möjligheten att öppna spelets virtuella lådor i Belgien och Nederländerna då dessa lådor strider mot ländernas spellagar.
Trots att skins har varit i blåsväder tidigare, är det fortfarande en av de mest uppskattade aspekterna av spelet i dagens läge, eftersom det finns så många olika vapen och klistermärkeskombinationer. Det dyraste offentliga erbjudandet på ett skin i dagens läge uppgår till 15,6 miljoner svenska kronor.

## Mottagande
| Mottagande      | Mottagande                             |
| Samlingsbetyg   | Samlingsbetyg                          |
| Tjänst          | Betyg                                  |
| --------------- | -------------------------------------- |
| Metacritic      | 83/100 (PC) 79/100 (X360) 80/100 (PS3) |
| Recensionsbetyg |                                        |
| Publikation     | Betyg                                  |
| Destructoid     | 9,5/10 (PC)                            |
| Eurogamer       | 9/10 (PC)                              |
| G4              | 4/5 (PC)                               |
| Gamespot        | 8,5/10 (PC, PS3, X360)                 |
| Gamespy         | (PC)                                   |
| IGN             | 8/10 (PC)                              |
| PC Gamer US     | 84 % (PC)                              |

Counter-Strike: Global Offensive fick allmänt positiva recensioner från kritiker enligt samlingsbetygswebbsidan Metacritic. Sedan spelet släpptes har det varit stadigt överst på Steam-listorna när det gäller flest samtidiga spelare. Spelet har också tilldelats "Årets e-sportspel" av The Game Awards från 2015.
Recensenter berömde spelets överensstämmelse med det förra spelet, Counter-Strike: Source, där Allistair Pinsof från Destructoid betygsatte spelet mycket högt och sa att Global Offensive är en "polerad och snyggare" version av Counter-Strike. Gamespots författare, Eric Neigher, sa i sin recension att det här spelet förblir trogen mot dess föregångare då Global Offensive har fått mycket tillagt innehåll men ändå bevarat de bästa funktionerna. Recensenterna på GamesTM skrev i sin recension att spelet stod "som en glödande påminnelse om att kvalitetsspeldesign belönas i livslängd och variation." De fortsatte också att gratulera Valve för att inte bara ha uppdaterat det populära spelet, utan också för att "ha helt utklassat dess samtida [konkurrenter]". Martin Gaston, på Videogamer.com, skrev att även om han var för gammal för att verkligen njuta av spelet, tyckte han att det var ett "fint avseende för ett av de bästa spelen som någonsin gjorts", och att vissa spelare kommer att uppleva avgörande stunder i deras spelliv. Xav de Matos, från Engadget, skrev att kostnaden för Global Offensive ger en bra förlängning till Counter-Strikes fortsatta eftermäle. IGN:s Mitch Dyer sa att "Global Offensive är definitivt en Counter-Strike-uppföljare, det ser och känns bekant, med små justeringar här och där, för att hjälpa till balanseringen av gamla problem". Gamespots recension beskriver detta spel som en gedigen uppdatering av ett klassiskt skjutspel.
Några funktioner i spelets tidiga utgivningstid kritiserades av recensenterna. Mike Sharkey, på Gamespy, tyckte inte att det nya innehåll som lagts till var bra och påpekade att spelet ger väldigt lite i form av nytt innehåll. Vidare tyckte han Elo-ratingen vara ineffektivt då många spelare med olika skicklighetsnivåer spelade samtidigt under de första dagarna av spelutgivningen. Evan Lahti, från PC Gamer, noterade att majoriteten av de nya officiella kartorna i Global Offensive var bara till för spellägena kapprustning och demolering, medan de klassiska kartorna hade fått bara "smarta justeringar" och mindre detaljer. Allistair Pinsof sa under utgivningen att det här blir nog inte den slutgiltiga versionen av spelet. Paul Goodman sa att som gammalt fan till spelserien så kommer Global Offensive att visa spelets ålder, och menar att det känns som man har gjort samma sak flera gånger.
Trots att recensenterna gillade konsolversionerna av spelet, tyckte de att det fanns uppenbara skillnader mellan PC- och konsolversioner. Eric Neigher trodde inte att en spelare skulle få den verkliga upplevelsen av spelet på grund av att man måste använda en handkontroll. Ron Vorstermans, från Gamer.nl, sa att PC-versionen är där för att spela på en högre tävlingsinriktad nivå, men sa också att konsolversionerna är inte underlägsna på grund av datorns överlägsenhet. Mitch Dyer tyckte att Playstation 3-versionen hade en fördel gentemot Xbox-versionen, då Playstation 3-versionen kunde ansluta ett tangentbord och mus. Vidare sa han att användargränssnittet på båda konsolerna var lika bra som på datorn. Mark Langshaw, från Digital Spy, påpekade att spelets stöd för Playstation Move gör det "redan oförlåtliga spelet desto mer utmanande."
Counter-Strike: Global Offensive har blivit nominerat för flera priser och utmärkelser genom åren, vilka var:
- "Bästa åskådarspelet" av IGN:s Best of 2017 Awards[123]
- "Årets e-sportspel" av Golden Joystick Awards under 2017, 2018 och 2019[124][125][126][127]
- "Bästa e-sportspelet" av The Game Awards under 2017 och 2019[128][129]
- "Spel, e-sport" av National Academy of Video Game Trade Reviewers under 2016 och 2017[130]
- "Fanfavorits e-sportspel" av Gamers' Choice Awards under 2018[131]
- "Fanfavorits e-sport-ligaformat" av Gamers' Choice Awards under 2018[131]
- "Årets e-sporttitel" av Australian Games Awards under 2018[132]